# شهرستان جیرفت
شهرستان جیرفت، یکی از شهرستان‌های استان کرمان در کشور ایران است. مرکز این شهرستان، شهر جیرفت است.دارای ۵ بخش بانام های مرکزی اسماعیلی ساردوئیه جبالبارز و اسفندقه میباشد. در شهرستان جیرفت محصولات جالیزی فراوانی کشت می‌شود مانند خیار گوجه‌فرنگی سیب‌زمینی پیاز وهمچنین درخت و پرتقال کشت می شود. رود هلیل از شهرستان جیرفت می‌گذرد  و به جازموریان  می‌ریزد. این شهرستان دارای ۵ شهر،جیرفت  درب بهشت  بلوک جبالبارز و علی آباد است.شهرستان جیرفت از نظر جمعیت که۳۵۶,۷۶۴نفر می باشد دومین شهرستان استان کرمان پس از شهرستان کرمان است.مردم این شهرستان بیشتر به زبان فارسی حرف می زنند اما زبان هایی مانند بلوچی و رودباری نیز در اینجا رایج است۰

## تقسیمات کشوری
شهرستان جیرفت شامل ۵ بخش، ۱۵ دهستان و ۵ شهر به شرح زیر است :

### شهرستان جیرفت
| بخش      | مرکز بخش  | جمعیت بخش ۱۳۹۵ | نام دهستان | مرکز دهستان      | جمعیت دهستان ۱۳۹۵ | شهر            | جمعیت شهر ۱۳۹۵        |
| -------- | --------- | -------------- | ---------- | ---------------- | ----------------- | -------------- | --------------------- |
| مرکزی    | جیرفت     | ۱۹۱،۴۶۰ نفر    | اسلام آباد | ده پیش سفلی      | ۱۶،۴۲۴ نفر        | جیرفت علی آباد | ۱۳۰،۴۲۹ نفر ۶،۱۷۰ نفر |
| مرکزی    | جیرفت     | ۱۹۱،۴۶۰ نفر    | دولت آباد  | دولت آباد        | ۱۵،۲۶۸ نفر        | جیرفت علی آباد | ۱۳۰،۴۲۹ نفر ۶،۱۷۰ نفر |
| مرکزی    | جیرفت     | ۱۹۱،۴۶۰ نفر    | خاتون آباد | خاتون‌آباد زنگیان | ۱۲،۹۸۲ نفر        | جیرفت علی آباد | ۱۳۰،۴۲۹ نفر ۶،۱۷۰ نفر |
| مرکزی    | جیرفت     | ۱۹۱،۴۶۰ نفر    | هلیل       | کهوروئیه         | ۱۰،۱۸۷ نفر        | جیرفت علی آباد | ۱۳۰،۴۲۹ نفر ۶،۱۷۰ نفر |
| اسماعیلی | بلوک      | ۴۲،۷۸۶ نفر     | حسین آباد  | دهنو فتح‌المبین   | ۱۷،۴۴۹ نفر        | بلوک           | ۵،۳۰۴ نفر             |
| اسماعیلی | بلوک      | ۴۲،۷۸۶ نفر     | گنج آباد   | کریم‌آباد سفلی    | ۱۰،۹۷۷ نفر        | بلوک           | ۵،۳۰۴ نفر             |
| اسماعیلی | بلوک      | ۴۲،۷۸۶ نفر     | اسماعیلی   | بلوک             | ۹،۰۵۶ نفر         | بلوک           | ۵،۳۰۴ نفر             |
| ساردوئیه | درب بهشت  | ۳۹،۱۵۸ نفر     | ساردوئیه   | درب بهشت         | ۱۵،۵۲۹ نفر        | درب بهشت       | ۱۰،۶۷۰ نفر            |
| ساردوئیه | درب بهشت  | ۳۹،۱۵۸ نفر     | دلفارد     | رضی‌آباد          | ۶،۶۲۰ نفر         | درب بهشت       | ۱۰،۶۷۰ نفر            |
| ساردوئیه | درب بهشت  | ۳۹،۱۵۸ نفر     | گور        | صاحب آباد        | ۶،۳۳۹ نفر         | درب بهشت       | ۱۰،۶۷۰ نفر            |
| جبالبارز | جبالبارز  | ۲۳،۱۳۷ نفر     | سغدر       | سغدر             | ۵،۸۹۸ نفر         | جبالبارز       | ۶،۷۵۰ نفر             |
| جبالبارز | جبالبارز  | ۲۳،۱۳۷ نفر     | رضوان      | میجان سفلی       | ۵،۴۴۹ نفر         | جبالبارز       | ۶،۷۵۰ نفر             |
| جبالبارز | جبالبارز  | ۲۳،۱۳۷ نفر     | مسکون      | جبالبارز         | ۵،۰۴۰ نفر         | جبالبارز       | ۶،۷۵۰ نفر             |
| اسفندقه  | دولت آباد | ۱۲،۳۱۰ نفر     | اسفندقه    | دولت آباد        | نفر               | ********       | ********              |
| اسفندقه  | دولت آباد | ۱۲،۳۱۰ نفر     | فردوس      | فردوس            | نفر               | ********       | ********              |

تا سال‌های نخست پس از انقلاب، همه هشت شهرستان جنوبی استان کرمان در محدوده شهرستان جیرفت محسوب می‌شده.

## وب‌سایت‌های خبری
وب سایت خبری تحلیلی دقیانوس

وب سایت خبری تحلیلی هلیل

وب سایت خبری تحلیلی سلام جنوب